# Didier Blavette
Pour les articles homonymes, voir Blavette.
Didier Blavette est un physicien français spécialisé en science des matériaux. Il a notamment travaillé sur la sonde atomique tomographique. Il a remporté, à ce sujet, le prix Yves Rocard en 2000.

## Prix et distinctions
- 2000 - prix Yves Rocard[1]
- 2000 - Médaille d'argent du CNRS[2]
- 2006 - Nommé membre senior de l'Institut universitaire de France pour 5 ans[3]